# Edussaari (ö i Norra Savolax, Nordöstra Savolax, lat 63,11, long 28,43)
Edussaari är en ö i Finland. Den ligger i sjön Vuotjärvi och i kommunen Kuopio (tidigare Juankoski) i den ekonomiska regionen  Nordöstra Savolax ekonomiska region  och landskapet Norra Savolax, i den centrala delen av landet, 400 km nordost om huvudstaden Helsingfors. Öns area är 5,5 hektar och dess största längd är 380 meter i sydöst-nordvästlig riktning.